# هولنست
هولنست (به انگلیسی: Holnest) یک روستا و محله مدنی در بریتانیا است که در West Dorset واقع شده‌است. هولنست ۲۲۰ نفر جمعیت دارد.